# Cold Steel (film fra 1921)
Cold Steel er en amerikansk stumfilm fra 1921 af Sherwood MacDonald.

## Medvirkende
- J.P. McGowan som Steele Weir
- Kathleen Clifford som Janet Hosmer
- Stanhope Wheatcroft som Ed Sorenson
- Arthur Millett som Mr. Sorenson
- Charles Inslee som Vose
- Milton Brown som Burkhart
- Nigel De Brulier som Martinez